# Børøya
Børøya est une île norvégienne du comté de Hordaland appartenant administrativement à Bømlo.

## Description
Rocheuse et couvert d'arbres, elle s'étend sur environ 1,5 km de longueur pour une largeur approximative de 1,05 km. Elle compte quelques habitations et une route.  